# Hetman i goście
Hetman i goście – ósmy album zespołu Hetman. Wydany przez firmę Accord Song (numer katalogowy: Accord Song 590). Album powstał po odejściu z zespołu, po nagraniu albumu Skazaniec wieloletniego wokalisty Pawła „Kiljan” Kiljańskiego, Radka Chwieralskiego gitara i Jacka „Stopy” Zielińskiego perkusja i był okazją do wyłonienia nowego składu zespołu. Płyta została dedykowana Karolowi Helińskiemu (zm. 2005).

## Utwory
1. „Moc zwycięstwa” - 4:48 (muz. i sł. J. Hertmanowski)
2. „Uciekinier” - 3:20 (muz. i sł. J. Hertmanowski)
3. „Wiwat Król” - 5:08 (muz. i sł. J. Hertmanowski)
4. „Porwany za młodu” - 5:54 (muz. J. Hertmanowski; sł. A. Bak, J. Hertmanowski)
5. „The Shrine” - 4:00 (muz. J. Hertmanowski; sł. A. Pełka)
6. „Pamięć” (instrumentalny) – 1:37 (muz. J. Hertmanowski)
7. „Droga pod wiatr” - 3:35 (muz. i sł. J. Hertmanowski)
8. „Before the Dawn” - 3:34 (muz. i sł. Judas Priest)
9. „X” (instrumentalny)  - 6:06 (muz. J. Hertmanowski)
10. „Knockin’ on Heaven’s  Door” - 3:45 (muz. i sł. Bob Dylan)
11. „Ostatnia piosenka” - 5:43 (muz. i sł. K. Heliński, J. Hertmanowski)

## Skład
- Jarosław „Hetman” Hertmanowski – gitara prowadząca
- Krzysztof „Eddie” Dyczkowski – gitara basowa
- Dominik „Macic” Jędrzejczyk – perkusja

gościnnie:
- Marcin „Merot” Maliszewski – śpiew w utworach 1,2,3,4,8
- Julia Hertmanowska – śpiew w utworze 10
- Bogusław „Bibas” Balcerak – gitara solowa w utworach 8,9
- Adrian Pełka – śpiew w utworze 5
- Piotr Zander – gitara solowa w utworze 1
- Michał Sitarski – gitara solowa w utworach 2,3,4,7, instrumenty klawiszowe, komputerowe opracowanie perkusji oraz nagranie, mix i mastering płyty
- Wojciech Łukomski – śpiew w utworze 5
- Piotr Żaczkiewicz – śpiew w utworze 8
- Maciek Zbroja – śpiew w utworze 7, saksofon w utworze 11
- Łukasz Kułakowski – śpiew w utworze 11